# Düchelsdorf
Düchelsdorf är en kommun och ort i Kreis Herzogtum Lauenburg i förbundslandet Schleswig-Holstein i Tyskland.
Kommunen ingår i kommunalförbundet Amt Berkenthin tillsammans med ytterligare 10 kommuner.